# Lewisia rediviva
Lewisia rediviva är en källörtsväxtart som beskrevs av Frederick Traugott Pursh. Lewisia rediviva ingår i släktet Lewisia och familjen källörtsväxter. Utöver nominatformen finns också underarten L. r. minor.

## Bildgalleri

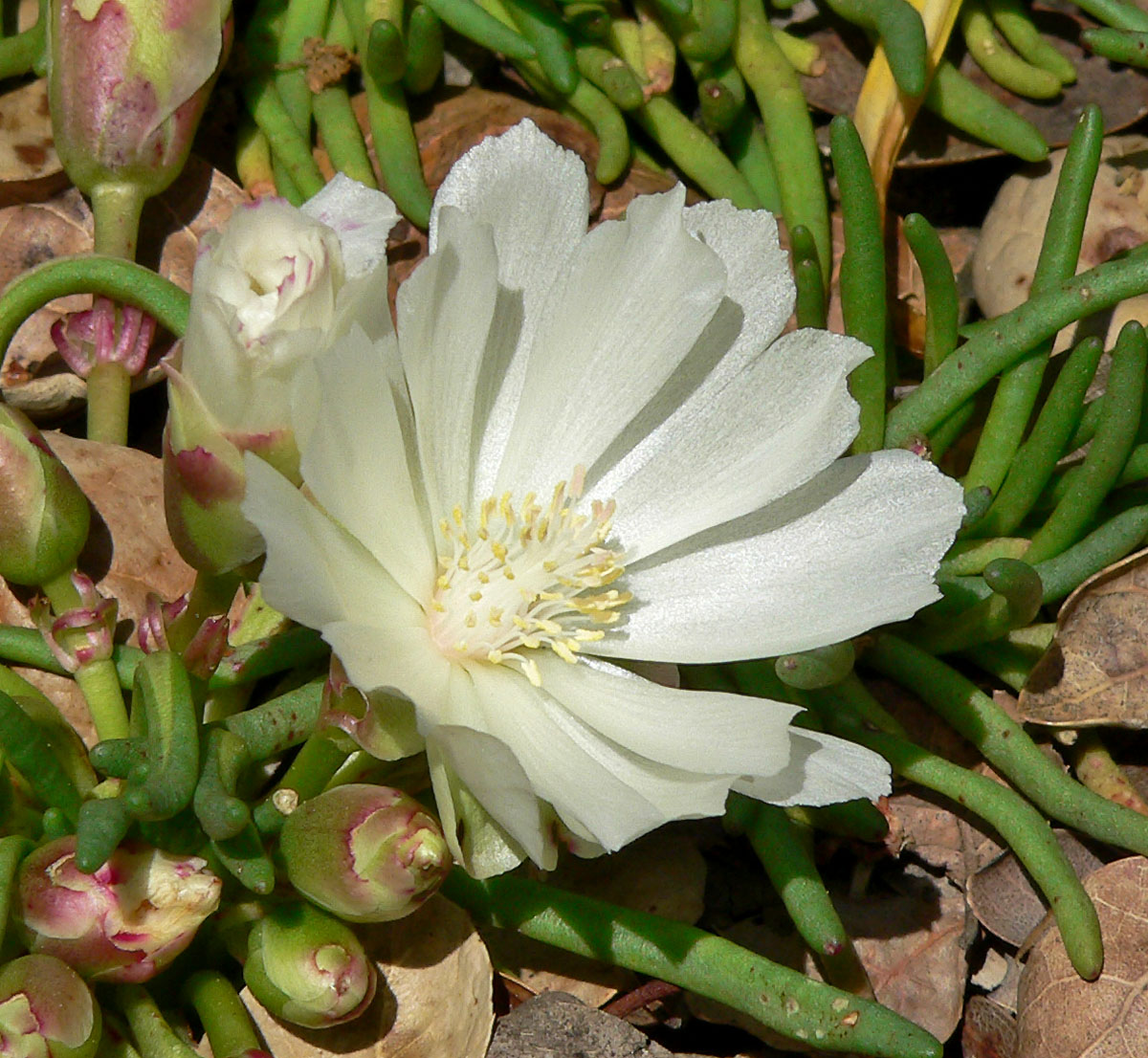
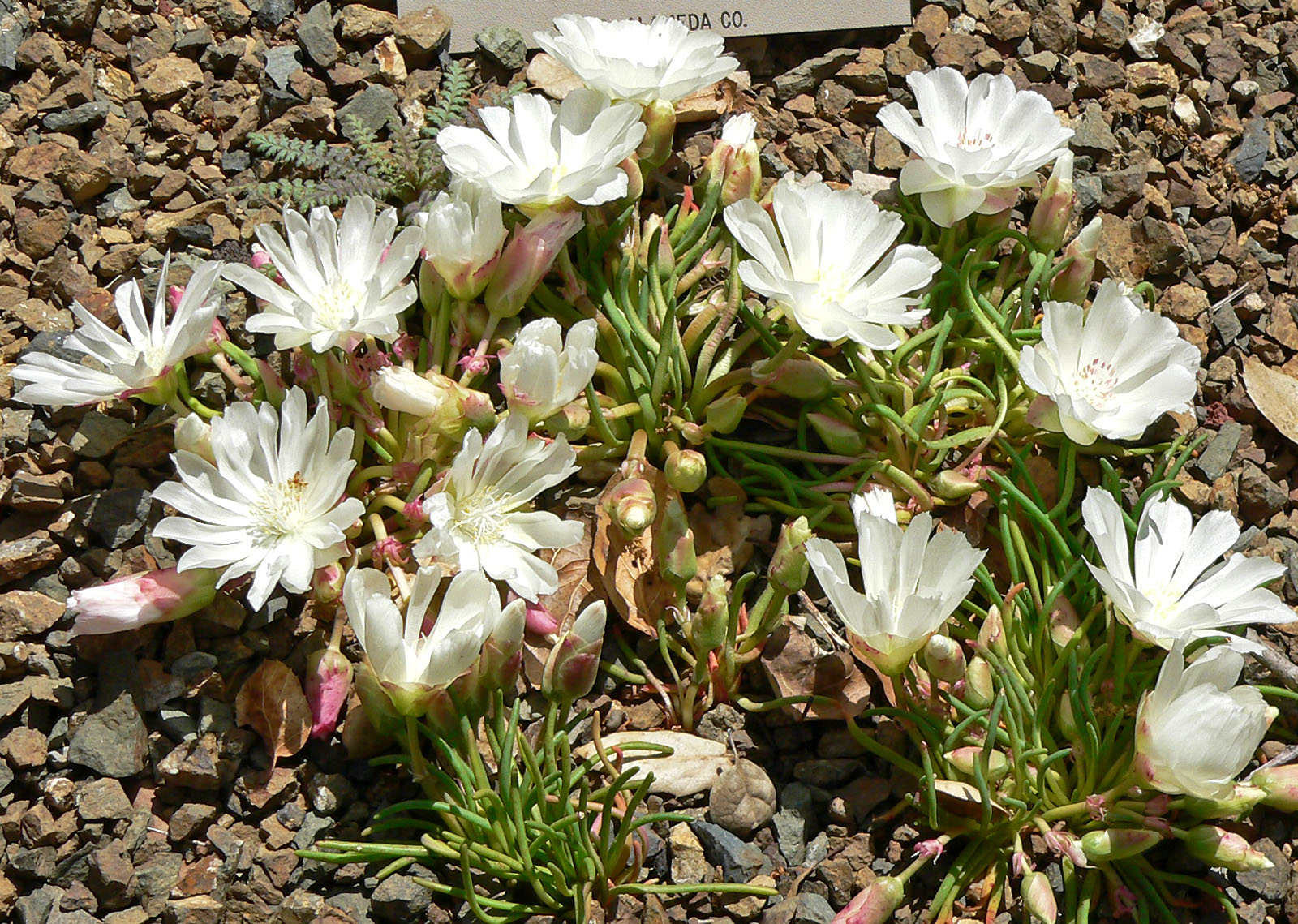
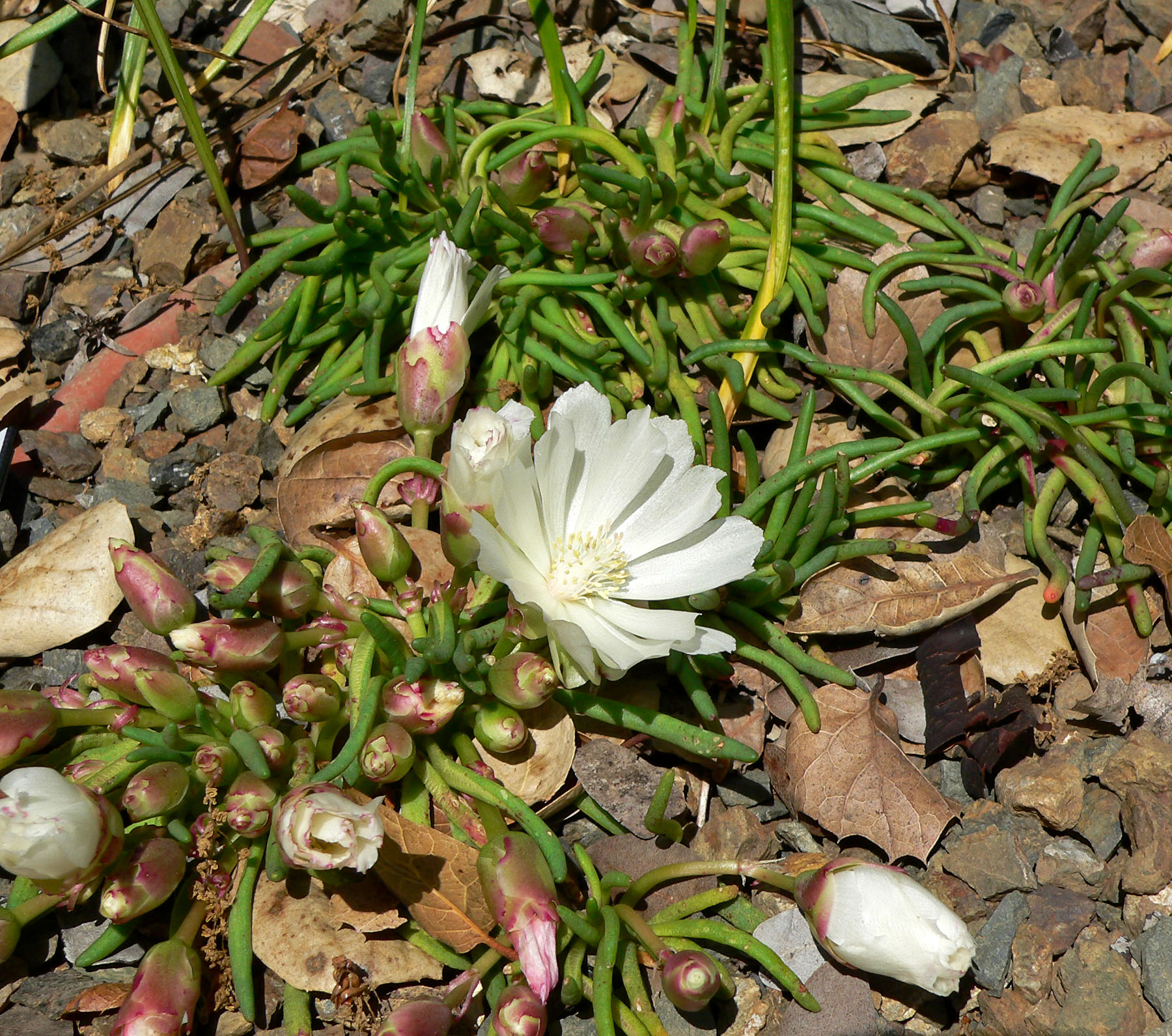
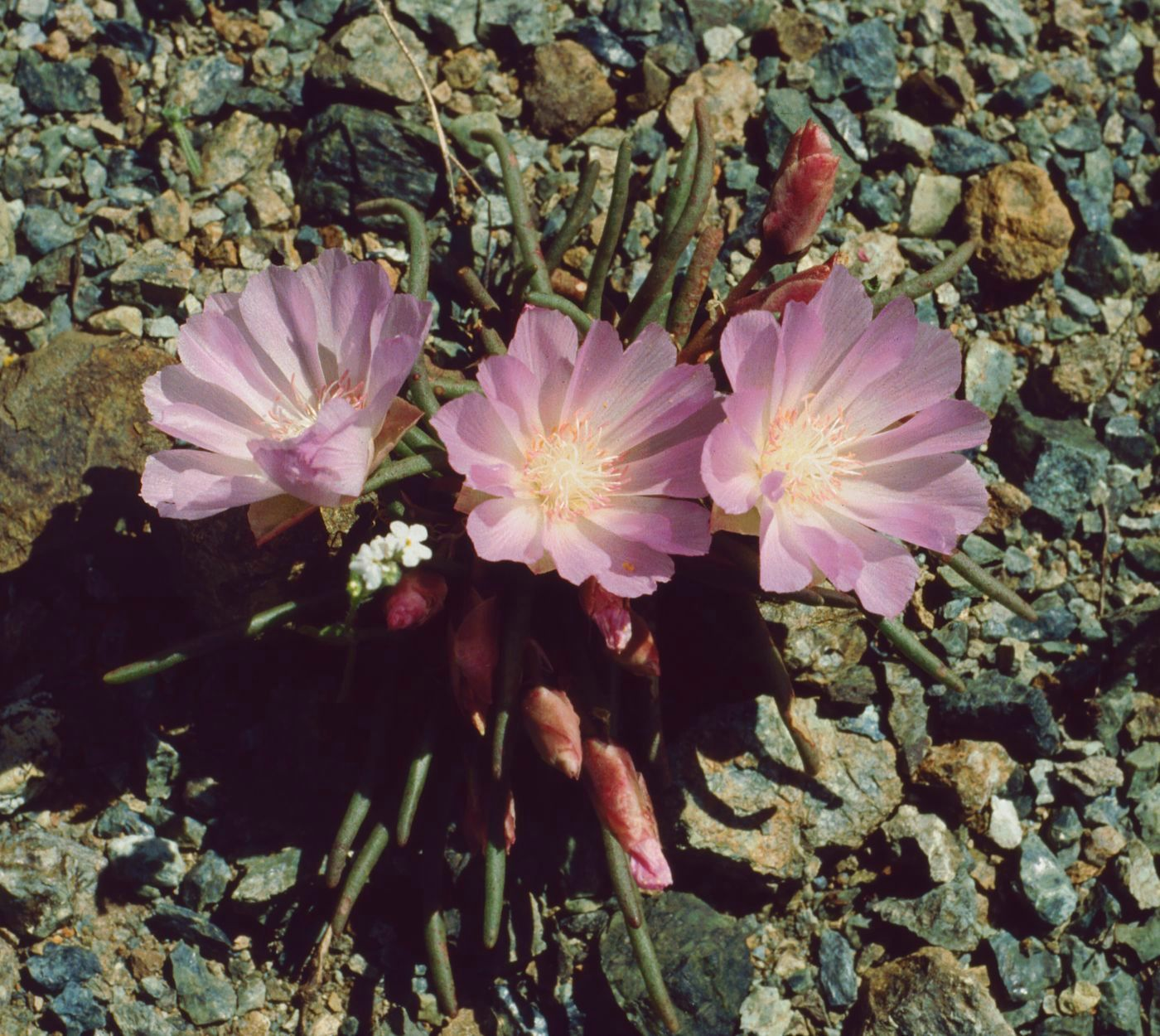
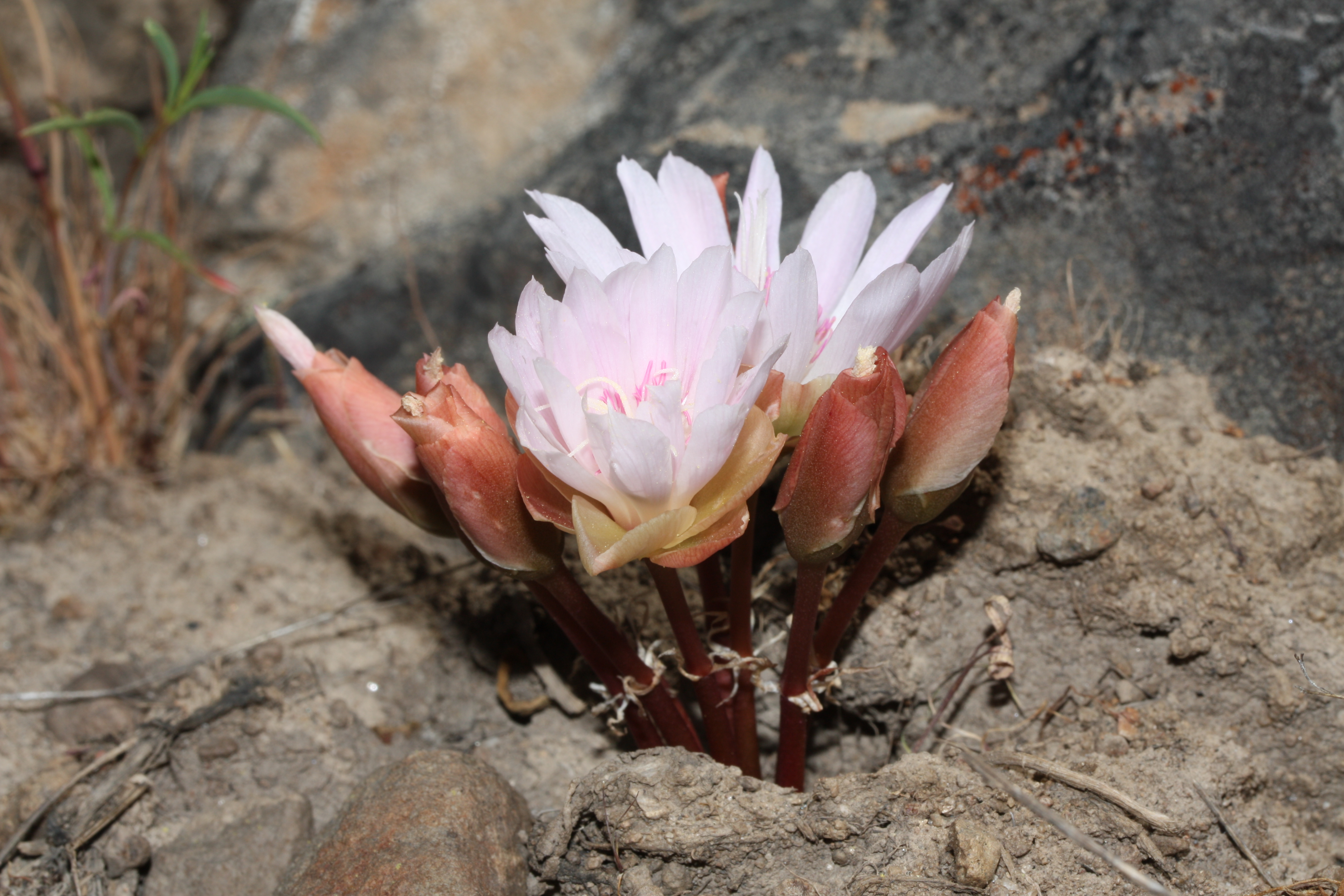
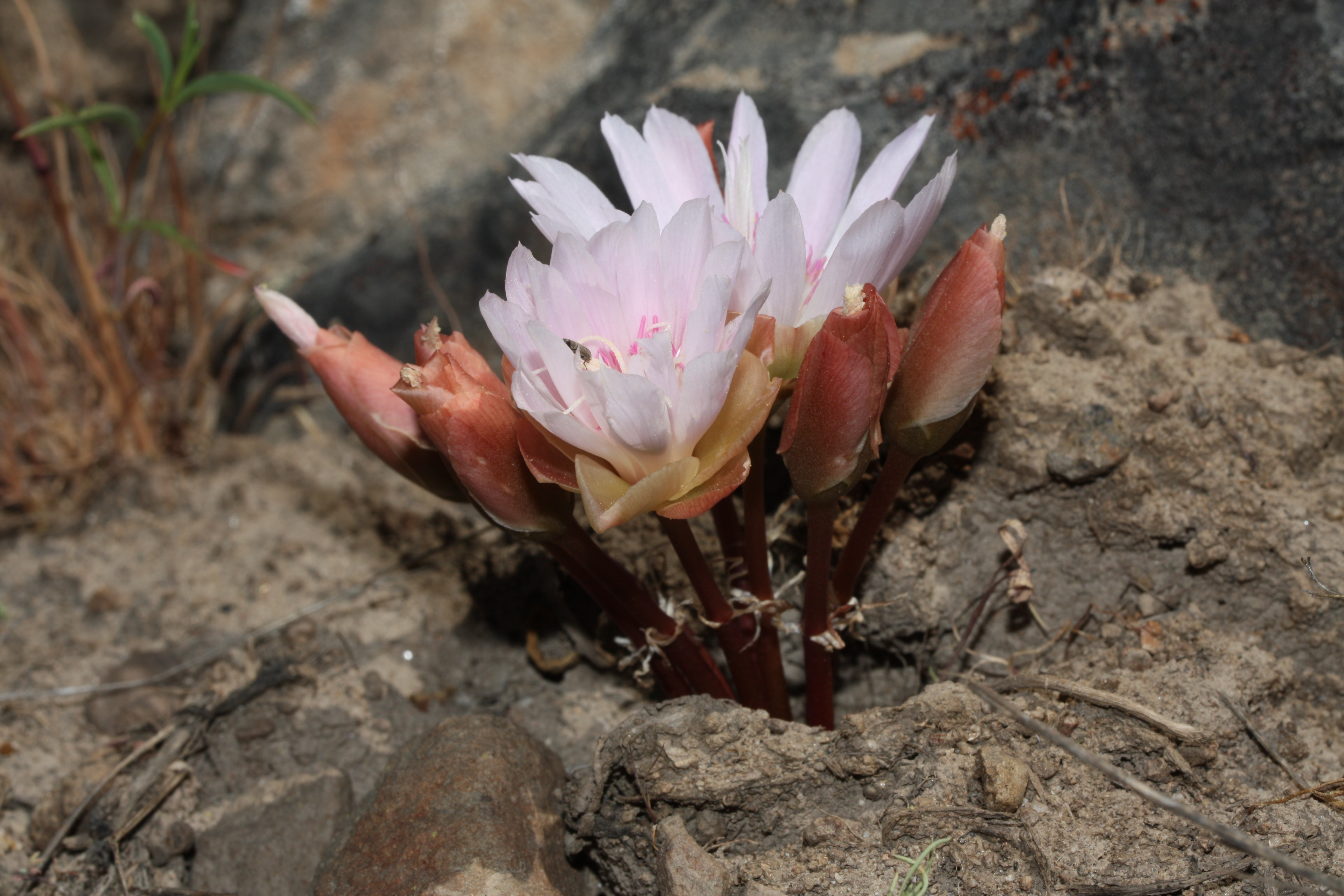